# Telediario
Telediario est le nom donné aux journaux télévisés produits par la direction de l'information de Televisión Española (TVE) et diffusés sur la première chaîne publique, La 1, ainsi que sur TVE Internacional. 

## Programmation
Trois éditions sont reprises quotidiennement sur ces deux chaînes : Telediario Matinal (de 6 heures 30 à 9 heures du matin), Telediario-1 (de 15 heures à 16 heures) et Telediario-2 (de 21 heures à 22 heures). Elles ont pour vocation d'informer les téléspectateurs sur les faits déterminants du jour, avec un éclairage sur l'actualité nationale et internationale, la politique, les faits de société, la culture et le sport. Chaque édition est suivie d'un bulletin météorologique détaillé. La qualité du traitement de l'information a valu au Telediario de recevoir plusieurs distinctions. L'édition du soir a ainsi été récompensé par le prix de l'information 2009 décerné par Media Tenor (prix du meilleur journal télévisé du monde). En 2010, ce même institut l'a classé en deuxième position, derrière le journal de 20 heures de TF1.

## Histoire
Lorsque la télévision nationale espagnole est créée, en 1956, il n'existe pas encore de journal télévisé : les informations diffusées par la chaîne sont celles du NO-DO (actualités cinématographiques). Il faut attendre le 15 septembre 1957 pour que le Telediario démarre ses émissions et suive sa propre ligne éditoriale, mais sous contrôle étroit du gouvernement franquiste. Produit depuis les studios du Paseo de La Habana à Madrid, il tient encore beaucoup du journal parlé. Les locuteurs (Jesús Álvarez, David Cubedo, Eduardo Sancho...) lisent à l'antenne des dépêches, sur fond d'images filmées pour le NO-DO, couplées à quelques images achetées auprès de la télévision américaine CBS et de United Press.
L'arrivée de Manuel Fraga au Ministère de l'information et du tourisme — auquel RTVE était affilié — apporte un nouveau souffle à la chaîne, qui profite également aux services de l'information, à la tête desquels sont nommés un responsable, Ángel Marrero. 
Au cours des années qui suivent, de nouveaux visages font leur apparition au journal télévisé (Pedro Macía, Maruja Callaved, Blanca Álvarez, Julio César Fernández, Ramón Sánchez Ocaña, Rosa María Mateo ou encore Santiago Vázquez...). Un réseau de correspondants est également formé, dont une poignée de correspondants étrangers, à partir de 1967. En 1975, pour la première fois, le Telediario est diffusé en couleur.
La fin de la dictature et l'arrivée au gouvernement de Adolfo Suárez marquent un tournant dans l'histoire du Telediario (comme, du reste, dans celle de l'Espagne du XXe siècle). Une rénovation immédiate de la direction de RTVE est mise en place sous l'impulsion de Rafael Anson, nommé à la tête de la Radio-Télévision espagnole le 23 juillet 1976. De nouveaux visages font leur apparition au Telediario (Ladislao Azcona, Eduardo Sotillos, Pedro Macía...).
La destitution de Anson au mois de novembre 1977 et son remplacement par Fernando Arias-Salgado marque une nouvelle étape dans l'histoire de l'information au sein de RTVE. La volonté de rénover la direction de l'information est mal perçue, et le 25 janvier 1978, après des semaines de conflits, les directeurs des quatre journaux télévisés présentent leur démission. Une certaine normalisation intervient deux mois plus tard avec l'annonce de la désignation de Pedro Macía à la direction du Telediario de la mi-journée et de Luis Losada à celui du soir, qui s'accompagne d'un renouveau du personnel (arrivée de Matías Prats, José Miguel Flores et Rosa María Mateo...).
Au mois de janvier 1981, Fernando Castedo, nommé directeur de la RTVE, impulse une nouvelle dynamique au groupe. Il nomme Iñaki Gabilondo à la direction de l'information. Les différentes éditions du Telediario couvrent largement les événements du 23 février (tentative de coup d'état du colonel Antonio Tejero). Quelques mois plus tard, la direction tente une rénovation des JT de la TVE : celui de la mi-journée est rebaptisé Crónica 3 et celui du soir Al cierre (cette réforme ne durera que quelques mois). Présenté par un duo issu de la deuxième chaîne, formé de Joaquín Arozamena et Victoria Prego, il se caractérise par un ton moins formel. Cependant, le 21 mai, Iñaki Gabilondo est destitué de son poste de directeur de l'information. Il attribuera ce « désaveu » à des pressions du président du gouvernement Leopoldo Calvo-Sotelo.
Le 28 octobre 1982, en plein processus électoral, le Telediario est diffusé pour la première fois depuis les nouveaux studios de Torrespaña.
José María Calviño est nommé directeur général de la RTVE quelque temps plus tard par le premier gouvernement du PSOE, et José Luis Balbín passe à la direction de l'information. De nouvelles équipes sont formées, et des changements interviennent tant au niveau de la direction que de la présentation des journaux télévisés. Asunción Valdés, Luis Mariñas et Pablo Sebastián font leur apparition derrière les « petits écrans ».
En 1986,  Pilar Miró est nommée à la direction de la RTVE, et Julio de Benito à la direction de l'information. Le 14 décembre 1988, jour de grève générale, marque un tournant dans l'histoire de la télévision espagnole : pour la première fois, les programmes des deux chaînes sont bouleversés, ces dernières cessant même d'émettre à plusieurs reprises au cours de la journée.
En 1990, Luis Mariñas quitte le Telediario pour présenter les informations sur la chaîne privée Telecinco. Un an plus tard, c'est au tour de Jesús Hermida de faire de même, puis en 1992, Rosa María Mateo et Olga Viza prennent la décision de passer sur Antena 3, bientôt rejointes par Pedro Piqueras en 1993 et Matías Prats en 1998. Au mois de mai de cette même année, Alfredo Urdaci est choisi pour présenter le Telediario-2 (du soir), tandis que Ana Blanco passe aux commandes du Telediario-1 (de la mi-journée).
Le 11 septembre 2001, à la suite des attentats aux États-Unis, la TVE met en place une édition spéciale du Telediario qui se prolonge jusqu'à 22 heures le soir, sans discontinuer.
Le 8 septembre 2003, un mois avant de rendre publiques ses fiancailles avec le prince Felipe de Borbón, Letizia Ortiz, qui travaillait à la TVE depuis 2001, intègre le Telediario-2, qu'elle quitte après son mariage.

## Présentateurs

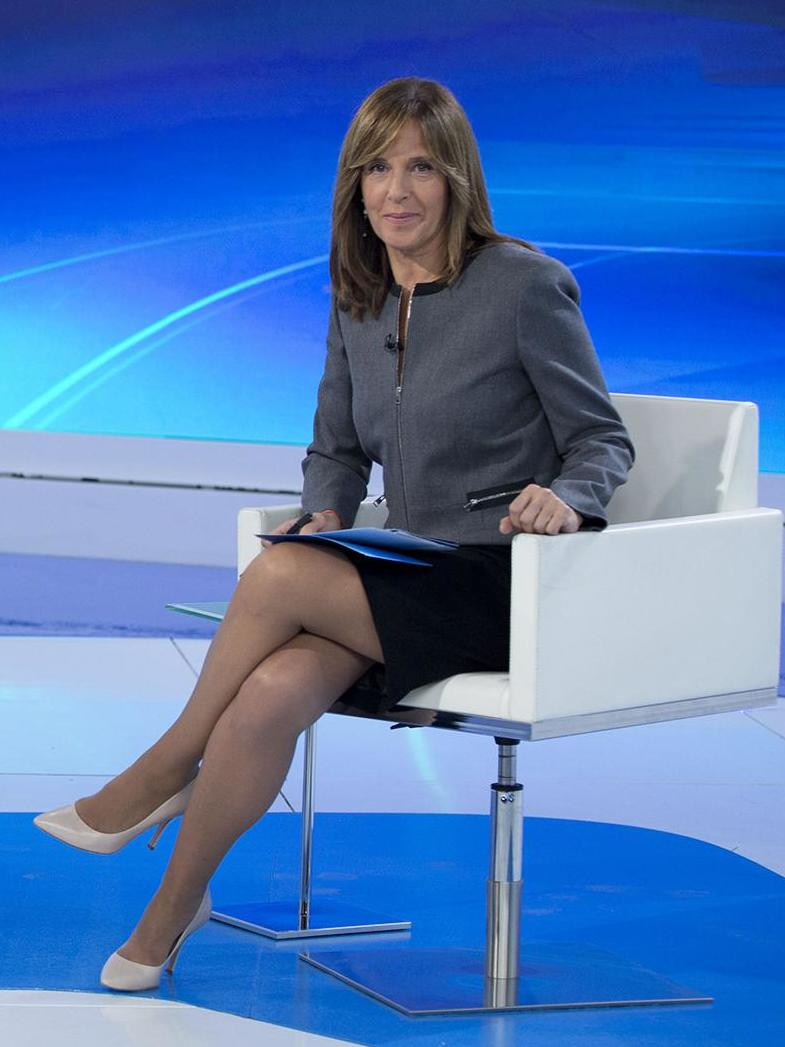
Ana Blanco

Telediario Matinal (lundi au vendredi, 06:30)
Présentateur : Sirún Demirjián
Sports : Rubén Briones
Telediario 1 (lundi au vendredi, 15:00)
Présentateur : Ana Blanco
Sports : Lourdes García Campos
Telediario 2 (lundi au vendredi, 21:00)
Présentateur : Carlos Franganillo
Sports : Arsenio Cañada
Telediario Fin de semana (samedi et dimanche, 15:00 et 21:00)
Présentateur : Lara Siscar
Sports : Marcos López

## Anciens présentateurs
- Adela Cantalapiedra (1974-1980)
- Alberto Delgado (1971-1983)
- Alfredo Urdaci (1998-2004)
- Almudena Ariza (1996-1998)
- Ana Rosa Quintana (1982-1983)
- Andrés Aberasturi (1988)
- Ángeles Caso (1985-1987)
- Anna Castells (1989-1990)
- Antonio Martín Benítez (1991-1997)
- Baltasar Magro (1983)
- Beatriz Pérez-Aranda (2003)
- Blanca Álvarez (1958-1970)
- Blanca Gala (1968-1969)
- Carlos Herrera Crusset (1985)
- Carmen Tomás (2000-2004)
- César Macía (1999-2000)
- Clara Isabel Francia (1975-1977)
- Concha García Campoy (1985-1987)
- Cristina García Ramos (1979-1983)
- David Cantero (2004-2010)
- David Cubedo (1957-1965)
- Eduardo Sancho (1956-1966)
- Eduardo Sotillos (1976-1978, 1995-1996)
- Elena Sánchez (1987-1993, 2004-2006)
- Ernesto Sáenz de Buruaga (1996-1998)
- Felipe Mellizo (1984-1985)
- Fernando González Delgado (1993-1996)
- Florencio Solchaga (1971-1975)
- Francine Gálvez (1990-1991)
- Francisco Lobatón (1985-1987)
- Helena Resano (2003-2006)
- Igor Gómez (2000-2006)
- Iñaki Gabilondo (1981)
- Isabel Tenaille (1987)
- Javier Vázquez (1973-1975)
- Jesús Álvarez (1957-1967)
- Jesús Hermida (1990-1991)
- Joaquín Arozamena (1981-1984)
- José Miguel Flores (1978-1979)
- José Ribagorda (1997-2004)
- Josep María Balcells (1991-1992)
- Josep Puigbó (2003-2004)
- Julio César Fernández (1968-1970)
- Ladislao Azcona (1976-1977)
- Letizia Ortiz (2003)
- Lorenzo Milá (2004-2009)
- Luis Carandell (1985-1987)
- Luis de Benito (1987-1988)
- Luis Mariñas (1987-1990)
- Manuel Almendros (1976-1977)
- Manuel Campo Vidal (1983-1987)
- Mari Carmen García Vela (1975-1978, 1981-1983)
- María José Molina (2000-2004)
- María Pau Domínguez (1989-1990)
- María San Juan (1988)
- Matías Prats Luque (1991-1998)
- Miguel Adrover (1989-1990)
- Montserrat Balfegó (1993-1995)
- Nieves Romero (1976-1977)
- Paco Montesdeoca (1984)
- Pedro Altares (1993-1995)
- Pedro Macía (1973-1980)
- Pedro Meyer (1974-1981)
- Pedro Piqueras (1988-1993)
- Pedro Sánchez Quintana (1996-1999)
- Pepe Navarro (1984)
- Ramón Pellicer (1993-1996)
- Ramón Sánchez Ocaña (1972-1975)
- Ricardo Fernández Deu (1976-1977)
- Rosa María Artal (1983)
- Rosa María Mateo (1973-1993)
- Sandra Sutherland (1994-1997)
- Santiago Vázquez (1961-1973)
- Secundino González (1987)
- Tello Zurro (1978-1985)
- Teresa Castanedo (1988-1989)
- Victoria Prego (1981-1982)